# Ardeshir Irani
Khan Bahadur Ardeshir Irani, noto semplicemente come Ardeshir Irani (in persiano: اردشیر ایرانی; Pune, 5 dicembre 1886 – Bombay, 14 ottobre 1969), è stato un regista e produttore cinematografico indiano.
Si tratta di uno dei volti più famosi del cinema indiano.
A Bollywood ha diretto sia il primo film sonoro indiano, Alam Ara, nel 1931, che il primo a colori, Kisan Kanya, nel 1937.
Ha lavorato a film in varie lingue: oltre all'inglese e a quelle indiane, anche in tedesco, persiano e indonesiano.

## Filmografia
- 1922 : Veer Abhimanyu
- 1924: Vir Durgadhar
- 1924: Paap No Fej
- 1924: Bombay Ni Sethani
- 1924: Shahjehan
- 1925: Narsingh Dakoo
- 1925: Navalsha Hirji
- 1927: Wild Cat of Bombay
- 1931: Alam Ara
- 1937: Kisan Kanya

Produttore
- 1922: Veer Abhimanyu
- 1933: Dokhtare Lor ya irane druz va emruz
- 1946: Pujari